# Jhonny Alexander Vásquez
Jhonny Alexander Vásquez Salazar (Santander de Quilichao, Cauca, Colombia; 23 de julio de 1987) es un exfutbolista colombiano. Jugaba de lateral derecho y mediocampista. Y su último equipo fue el Deportivo Pereira de la Categoría Primera A de Colombia, del que fue su capitán. 

## Vida personal
En 2015 mientras jugaba en el Junior de Barranquilla fue diagnosticado con Leucemia Mielode Crónica. 
En la actualidad ha superado esta enfermedad aunque él ha revelado que le fue difícil conseguir medicamentos durante la época de Pandemia del COVID-19 .

## Clubes
| Club              | País      | Año         |
| ----------------- | --------- | ----------- |
| Deportivo Cali    | Colombia  | 2007 - 2009 |
| Monagas           | Venezuela | 2009        |
| Deportivo Pasto   | Colombia  | 2010        |
| Rionegro Águilas  | Colombia  | 2011 - 2013 |
| Junior            | Colombia  | 2013 - 2016 |
| América de Cali   | Colombia  | 2016 - 2017 |
| Rionegro Águilas  | Colombia  | 2018        |
| Deportivo Pereira | Colombia  | 2019 - 2024 |

## Palmarés

### Campeonatos Nacionales
| Título              | Club              | País     | Año  |
| ------------------- | ----------------- | -------- | ---- |
| Copa Colombia       | Atlético Junior   | Colombia | 2015 |
| Primera B           | América de Cali   | Colombia | 2016 |
| Primera B           | Deportivo Pereira | Colombia | 2019 |
| Torneo Finalización | Deportivo Pereira | Colombia | 2022 |